# 슬리핑 위드 아더 피플
《슬리핑 위드 아더 피플》(영어: Sleeping with Other People)은 2015년 공개된 미국의 로맨틱 코미디 영화이다. 레슬리 헤들런드가 연출과 각본을 맡고, 제이슨 수데이키스, 앨리슨 브리, 애덤 스콧, 어맨다 피트, 너타샤 리온 등이 출연하였다. 2015년 1월 24일 제31회 선댄스 영화제에서 최초 상영되었으며, 2015년 9월 11일 IFC 필름스를 통해 극장 개봉하였다.

## 줄거리
2002년 레이니는 컬럼비아 대학교 기숙사에서 소란을 피우다가 쫓겨날 위기에 몰린다. 이를 지켜보던 기숙사생 제이크는 레이니가 자신의 손님이라고 거짓말을 하면서 감싸준다. 제이크는 레이니가 그날 조교 매슈 소버칙과 생애 첫 성관계를 가지려고 했다는 걸 알게 된다. 역시 미경험자인 제이크는 레이니와 이야기를 나누다가 분위기를 타서 잠자리를 같이하며 서로에게 처음을 주게 된다.
몇 년 뒤 레이니는 장기 교제해 온 샘에게 바람을 피운 사실을 고백하며 헤어지고, 심리 치료사의 권유에 따라 성 의존증 환자 모임에 나갔다가 제이크와 마주친다. 제이크 역시 한 사람에게만 충실하지 못하는 문제가 있다. 곧 레이니는 불륜 상대인 매슈를 만나 관계를 끝내고 싶다고 통보한다. 매슈는 이에 동의하며 약혼한 사실을 알린다. 하지만 레이니는 이날조차도 매슈와 관계를 맺고 만다.   
제이크는 레이니와 자고 싶어하지만 레이니는 친구로 남기를 원하고 제이크가 이에 동의하면서 두 사람은 절친 사이가 된다. 둘은 각자 다른 사람들과 잠자리를 가지며 성 문제와 연애사를 솔직하게 털어놓는다. 결국 두 사람은 서로 사랑에 빠졌다는 걸 깨닫지만 이 관계마저 망쳐버릴까봐 겁이 나 그에 관해 아무 것도 하지 못한다.   

## 출연
- 제이슨 수데이키스 - 제이크 하퍼 역
- 앨리슨 브리 - 일레인 "레이니" 돌턴 역
- 애덤 스콧 - 매슈 소버칙 의사 역
- 캐서린 워터스턴 - 에마 역
- 제이슨 맨주커스 - 잰더 역
- 앤드리아 새비지 - 나오미 역
- 너타샤 리온 - 카라 역
- 애덤 브로디 - 샘 역
- 어맨다 피트 - 폴라 역
- 마크 블루커스 - 크리스 스미스 역
- 마르가리타 레비예바 - 해나 역
- 빌리 아이크너 - 성 의존증 환자 모임(SLAA) 연사 역
- 대니엘라 피네이다 - 대니카 역